# 영조 (승려)
영조(聆照, ?~?)는 백제의 승려이다.

## 생애
백제 위덕왕 집권 시기인 588년에 은솔(恩率) 수신(首信), 덕솔(德率) 개문(蓋文), 나솔(那率) 복부미신(福富味身)의 관리 및 혜총(惠總), 영근(令斤), 혜식(惠寔), 영개(令開), 도엄(道嚴), 혜중(惠衆), 혜숙(惠宿), 영위(令威) 등의 승려들과 함께 왜에 파견되었다.

## 참고 자료
- 《일본서기》